# تيريزا كلارامونت
تيريزا كلارمونت آي كريوس (بالإنجليزية: Teresa Claramunt i Creus) نقابية لاسلطوية كاتالانية. عاشت كلارمونت في وقت شهد تشكيل حركة عمالية وتصاعد الحركة اللاسلطوية. كانت رائدة في النسوية اللاسلطوية إذ كانت من أوائل من اقترحوا تشكيل منظمة مستقلة للنساء اللاسلطويات، وهو إرث احتضنته منظمة موهيريس ليبيريس (نساء حرّات) بعد سنوات قليلة من وفاتها.

## سيرتها الذاتية
ولدت تيريزا كلارمونت آي كريوس عام 1862 لعائلة من الطبقة العاملة في ساباديل. اشتغلت كعاملة نسيج وأسست مجموعة لاسلطوية في ساباديل. تأثرت بفرناندو تاريدا ديل مارمول، الذي شاركته في إضراب استمر سبعة أسابيع عام 1883 لتقليل عدد ساعات العمل إلى 10. في أكتوبر عام 1884، كانت واحدة من مؤسسي القسم المتنوع للعمال اللاسلطويين في أكاديمية ساباديل للعمال. بالنسبة لكلارمونت، كان التنظيم والتعليم شرطين لا غنى عنهما لتحرير العمال.
بالتعاون مع المفكر الحر أنغيليس لوبيز دي أيالا والروحانية أماليا دومينغو سولير في عام 1892، أنشأت كلارمونت أول مجتمع نسوي في إسبانيا باسم جمعية النساء المستقلة في برشلونة (بالإسبانية: Sociedad Autónoma de Mujeres de Barcelona) وهي منظمة تتحدث عن التفكير الحر اللاسلطوي والجمهوري. أُقيم هذا الكيان لأول مرة في كارير دي لا كادينا في برشلونة، ثم رامبلا ديل رافال، وأخيرًا كارير دي فيرناندينا 20 في الحي ذاته. خلال تلك السنوات، عاشت تيريزا كلارمونت في كارير دي لورورا 19 بالقرب من مقر المنظمة.
في عام 1893، عُقد اجتماع للطلاب الليبراليين في مسرح كالفو فيكو، والذي حضرته كلارمونت برفقة زوجها أنطونيو غوري وجوزيب لوناس وغيرهما من اللاسلطويين. لكن كلارمونت نفسها مُنعت من دخول المسرح، حيث كان هناك حظر من الحاكم يمنع دخول النساء. علمت كلارمونت أن بعض النساء قد دخلن وشعرت بالتمييز المضاعف ضدها، ما جعلها تثير احتجاجًا. بحسب لا ترامونتانا، حضر الحدث 3000 شخص وفي النهاية وقعت اشتباكات بين الحضور والحرس المدني. وبسبب هذا الحادث، ألقي القبض على تيريزا كلارمونت وأنطونيو غوري وتم احتجازهما في قلعة مونتجويك؛ في وقت لاحق خضعا لمحكمة قضاء عسكري إلى جانب سجناء لاسلطويين آخرين.
بعد تفجير موكب برشلونة كوربوس كريستي عام 1896، تم القبض على كلارمونت وضربها بوحشية، ما جعلها تعاني من الإصابة لبقية حياتها. على الرغم من عدم إدانتها بأي جريمة، تم نفيها بعد المحاكمة إلى المملكة المتحدة حتى عام 1898. بعد عودتها، في عام 1901، أسست مجلة إل برودكتر وشاركت بنشاط في الحركات الاجتماعية في أوائل القرن العشرين. في عام 1902، شاركت في الاجتماعات تضامنًا مع جركة إضراب عمال المعادن وفي الإضراب العام في فبراير عام 1902. تعاونت مع صحيفتي لا ترامونتانا و لا ريفيستا بلانكا وأدارت صحيفة إل ريبيلد بين عامي 1907 و 1908.

تم القبض عليها مرة أخرى بعد الأسبوع المأساوي في أغسطس عام 1909 وسجنت في سرقسطة، حيث قامت بالترويج لانضمام النقابات المحلية إلى الاتحاد الوطني للعمال (بالإسبانية: Confederación Nacional del Trabajo, CNT) في عام 1911. شاركت في الإضراب العام عام 1911، ما أدى إلى سجنها مرة أخرى. محتجزة بين سريرها وكرسيها تشعر بالمرض الشديد، فتشت الشرطة شقتها بعد الهجوم على الكاردينال خوان سولديفيلا إي روميرو في سرقسطة في 4 يونيو عام 1923 بحثًا عن أدلة لتوريطها. في عام 1924، عادت إلى برشلونة، لكن إصابتها بالشلل أبعدتها عن النشاط العام. أمضت السنوات الأخيرة من حياتها في منزل أختها، حيث زارتها إيما جولدمان. في يوم الانتخابات المحلية الإسبانية عام 1931، والتي ستؤدي إلى إعلان الجمهورية الإسبانية الثانية، تم دفنها في مقبرة مونتجويك. في حفل تأبين لكلارمونت، أعلن فرانسيسكو مادريد:
يجول اسم تيريزا كلارمونت على شفاه الناس بنفس التفاني لاسم لويز ميشيل في باريس واسم روزا لوكسمبورغ في ألمانيا.
تمت تسمية شارع ومدرسة في مسقط رأسها تكريمًا لها.